# دة بالاي خرقه (مقاطعة فيروزآباد)
دة بالاي خرقه (بالفارسية: ده بالای خرقه) هي قرية تقع في قسم أحمد آباد الريفي في إيران. يقدر عدد سكانها بـ 0 نسمة بحسب إحصاء 2016.